# I liga polska w rugby (1967)
I liga polska w rugby (1967) – jedenasty sezon najwyższej klasy ligowych rozgrywek klubowych rugby union w Polsce. Tytuł mistrza Polski obroniła Skra Warszawa, drugie miejsce zajął Orzeł Warszawa, a trzecie Lechia Gdańsk.

## Uczestnicy rozgrywek
Do rozgrywek I ligi przystąpiło w tym sezonie 6 drużyn, które brały udział w rozgrywkach poprzedniego sezonu: Skra Warszawa, Orzeł Warszawa, Czarni Bytom, Lechia Gdańsk, Polonia Poznań i Posnania Poznań. Ponadto po raz pierwszy w rozgrywkach wystąpiło Ogniwo Sopot, gdzie drużyna rugby była organizowana od 1963.

## Przebieg rozgrywek
Rozgrywki toczyły się w systemie wiosna–jesień, każdy z każdym, mecz i rewanż.
Wyniki spotkań:
|                 | Skra Warszawa | Orzeł Warszawa | Czarni Bytom | Lechia Gdańsk | Polonia Poznań | Posnania Poznań | Ogniwo Sopot |
| Skra Warszawa   | –             | 9:0 (wo)       | 12:0         | 12:3          | 9:6            | 46:3            | 9:0 (wo)     |
| Orzeł Warszawa  | 9:27          | –              | 19:9         | 8:9           | 17:6           | 14:3            | 8:6          |
| Czarni Bytom    | 15:5          | 0:14           | –            | 0:3           | 20:17          | 3:0             | 9:0 (wo)     |
| Lechia Gdańsk   | 8:9           | 6:9            | 11:9         | –             | 11:5           | 6:9             | 22:3, 25:17  |
| Polonia Poznań  | 3:3           | 9:11           | 6:9          | 11:17         | –              | 12:12           | 39:3         |
| Posnania Poznań | 8:6           | 6:6            | 14:6         | 24:16         | 0:3            | –               | 31:9         |
| Ogniwo Sopot    | 3:22          | 17:27          | 9:21         | –             | 11:9           | 3:11            | –            |

Tabela końcowa:
| Pozycja | Drużyna         | Punkty razem | Bilans punktów |
| ------- | --------------- | ------------ | -------------- |
| 1       | Skra Warszawa   | 31           | 169:58         |
| 2       | Orzeł Warszawa  | 28           | 142:107        |
| 3       | Lechia Gdańsk   | 26           | 137:116        |
| 4       | Posnania Poznań | 26           | 121:130        |
| 5       | Czarni Bytom    | 24           | 101:110        |
| 6       | Polonia Poznań  | 18           | 126:123        |
| 7       | Ogniwo Sopot    | 12           | 81:233         |

## Inne rozgrywki
Po czteroletniej przerwie rozegrano w tym sezonie mistrzostwa Polski juniorów. Zwycięstwo w nich odniosła Lechia Gdańsk.